# Altopedaliodes tena
Altopedaliodes tena is een vlinder uit de onderfamilie Satyrinae van de familie Nymphalidae. De wetenschappelijke naam van de soort is, als Pronophila tena, voor het eerst geldig gepubliceerd in 1869 door William Chapman Hewitson.

## Ondersoorten
- Altopedaliodes tena tena
- Altopedaliodes tena nucea Pyrcz & Viloria, 1999[2]